# Hisanohamazaur
Hisanohamazaur (Hisanohamasaurus) – czworonożny, roślinożerny zauropod z grupy zauropodów (Sauropoda) o bliżej niesprecyzowanej pozycji systematycznej.
Żył w okresie późnej kredy (ok. 83-65 mln lat temu) na terenach wschodniej Azji. Jego szczątki znaleziono w Japonii (w prefekturze Fukushima, w okolicach miasta Iwaki).
Opisany na podstawie zębów. Przypuszcza się, że mógł należeć do nadrodziny diplodokokształtnych lub rodziny nemegtozaurów.